# Svømning under sommer-OL 2024 – 4x200 m fri (damer)
Kvindernes 4x200 meter fri stafet-stævne ved sommer-OL 2024 blev afholdt den 1. august 2024 i Paris Aquatics Centre.

## Resultater

### Indledende heats
De otte hurtigste hold gik, uanset heat, videre til finalen.
| Rangering | Heat | Bane | Svømmere | Tid     | Kommentarer |
| --------- | ---- | ---- | --- | ------- | ----------- |
| 1         | 2    | 4    | Australien · Lani Pallister (1:55.74) · Jamie Perkins (1:56.78) · Brianna Throssell (1:55.82) · Shayna Jack (1:57.29)                       | 7:45.63 | Q           |
| 2         | 2    | 2    | Ungarn · Nikolett Pádár (1:57.82) · Minna Ábrahám (1:57.48) · Ajna Késely (1:58.97) · Panna Ugrai (1:57.98)                                 | 7:52.25 | Q           |
| 3         | 2    | 5    | Kina · Tang Muhan (1:59.31) · Kong Yaqi (1:59.33) · Ge Chutong (1:57.88) · Liu Yaxin (1:55.84)                                              | 7:52.36 | Q           |
| 4         | 1    | 4    | USA · Anna Peplowski (1:57.98) · Erin Gemmell (1:56.77) · Simone Manuel (1:58.50) · Alex Shackell (1:59.47)                                 | 7:52.72 | Q           |
| 5         | 1    | 3    | Brasilien · Maria Fernanda Costa (1:56.89) · Stephanie Balduccini (1:57.93) · Maria Paula Heitmann (1:59.43) · Gabrielle Roncatto (1:58.56) | 7:52.81 | Q           |
| 6         | 2    | 3    | Canada · Emma O'Croinin (2:00.27) · Ella Jansen (1:58.25) · Julie Brousseau (1:57.93) · Mary-Sophie Harvey (1:56.58)                        | 7:53.03 | Q           |
| 7         | 1    | 5    | Storbritannien · Freya Anderson (1:57.31) · Abbie Wood (1:57.15) · Lucy Hope (1:59.29) · Medi Harris (1:59.74)                              | 7:53.49 | Q           |
| 8         | 1    | 6    | New Zealand · Erika Fairweather (1:56.04) · Eve Thomas (1:59.29) · Caitlin Deans (1:59.11) · Laticia-Leigh Transom (1:59.93)                | 7:54.37 | Q           |
| 9         | 2    | 1    | Italien · Sofia Morini (1:58.26) · Giulia D'Innocenzo (1:58.43) · Matilde Biagiotti (1:59.23) · Giulia Ramatelli (1:59.37)                  | 7:55.29 |             |
| 10        | 1    | 1    | Tyskland · Isabel Gose (1:58.63) · Nicole Maier (1:58.76) · Julia Mrozinski (1:59.64) · Nele Schulze (1:58.54)                              | 7:55.57 |             |
| 11        | 2    | 7    | Israel · Anastasia Gorbenko (1:58.30) · Daria Golovaty (1:58.02) · Ayla Spitz (2:01.02) · Lea Polonsky (1:58.65)                            | 7:55.99 |             |
| 12        | 2    | 6    | Holland · Janna van Kooten (1:59.86) · Imani de Jong (2:00.74) · Silke Holkenborg (2:00.19) · Marrit Steenbergen (1:56.79)                  | 7:57.58 |             |
| 13        | 1    | 2    | Japan · Nagisa Ikemoto (1:58.68) · Waka Kobori (1:58.53) · Hiroko Makino (2:00.68) · Rio Shirai (2:01.21)                                   | 7:59.10 |             |
| 14        | 1    | 7    | Frankrig · Lucile Tessariol (2:00.01) · Assia Touati (2:00.11) · Marina Jehl (1:59.61) · Anastasiia Kirpichnikova (2:00.25)                 | 7:59.98 |             |
| 15        | 2    | 8    | Spanien · María Daza (2:01.42) · Alba Herrero (1:59.43) · Paula Juste (1:59.54) · Ainhoa Campabadal (1:59.84)                               | 8:00.23 |             |
| 16        | 1    | 8    | Tyrkiet · Gizem Güvenç (1:59.72) · Ela Naz Özdemir (2:00.99) · Ecem Dönmez (2:01.55) · Zehra Bilgin (2:02.92)                               | 8:05.18 |             |

### Finale
| Rangering                        | Bane | Hold | Tid     | Noter |
| -------------------------------- | ---- | --- | ------- | ----- |
| 1                                | 4    | Australien · Mollie O'Callaghan (1:53.52) · Lani Pallister (1:55.61) · Brianna Throssell (1:56.00) · Ariarne Titmus (1:52.95)                  | 7:38.08 | OR    |
| 2. plads, sølvmedaljemodtager(e) | 6    | USA · Claire Weinstein (1:54.88) · Paige Madden (1:55.65) · Katie Ledecky (1:54.93) · Erin Gemmell (1:55.40)                                   | 7:40.86 |       |
| 3                                | 3    | Kina · Yang Junxuan (1:54.52) · Li Bingjie (1:55.05) · Ge Chutong (1:57.45) · Liu Yaxin (1:55.32)                                              | 7:42.34 |       |
| 4                                | 7    | Canada · Mary-Sophie Harvey (1:56.33) · Ella Jansen (1:57.50) · Summer McIntosh (1:53.97) · Julie Brousseau (1:58.25)                          | 7:46:05 |       |
| 5                                | 1    | Storbritannien · Freya Colbert (1:55.95) · Abbie Wood (1:56.57) · Freya Anderson (1:56.15) · Lucy Hope (1:59.56)                               | 7:48.23 |       |
| 6                                | 5    | Ungarn · Nikolett Pádár (1:56.14) · Lilla Minna Ábrahám (1:57.23) · Ajna Késely (1:59.45) · Panna Ugrai (1:57.70)                              | 7:50.52 |       |
| 7                                | 2    | Brasilien · Maria Fernanda Costa (1:56.06 SA) · Stephanie Balduccini (1:57.32) · Maria Paula Heitmann (2:00.54) · Gabrielle Roncatto (1:58.98) | 7:52.90 |       |
| 8                                | 8    | New Zealand · Erika Fairweather (1:56.82) · Eve Thomas (1:59.48) · Caitlin Deans (1:59.79) · Laticia-Leigh Transom (1:59.80)                   | 7:55.89 |       |